# Fröttstädt
Fröttstädt – dzielnica gminy Hörsel w Niemczech, w kraju związkowym Turyngia, w powiecie Gotha.
Do 30 listopada 2011 była to samodzielna gmina wchodząca w skład  wspólnoty administracyjnej Hörsel.
Znajduje się tutaj stacja kolejowa.